# Ön, Harbo
Ön är en by i Harbo socken, Heby kommun.
Byn omtals första gången i skriftliga handlingar 1415, I årliga räntan 1541 omfattar byn ett mantal skatte, vilket vid mitten av 1600-talet delade i två gårdar, från slutet av 1700-talet i tre. Dessutom fanns är torpet Bovreten, från 1700-talet platsen för soldattorp för rote 336 vid Västmanlands regemente, samt de mer sentida torpen Malmbacken och Gustavsberg. 1886 byggdes Öhns skola, senare fick namnet Gustavsbergs skola efter grannfastigheten.
En bevarad parstuga från början av 1700-talet finns i byn.
1940 fanns här 40 innevånare, 1981 bodde 31 personer i Ön.